# Vincenzo Viva
Vincenzo Viva (ur. 24 sierpnia 1970 we Frankfurcie nad Menem) – włoski duchowny rzymskokatolicki, pochodzenia niemieckiego, doktor nauk teologicznych specjalizujący się w dziedzinie teologii moralnej, biskup diecezjalny Albano od 2021.

## Życiorys
Święcenia kapłańskie otrzymał 10 lipca 1997 i został inkardynowany do diecezji Nardò-Gallipoli. Był m.in. wicerektorem i ojcem duchownym w diecezjalnym seminarium, delegatem biskupim ds. dziewic konsekrowanych, wykładowcą rzymskiej Akademii Alfonsjańskiej oraz rektorem Kolegium Urbanianum De Propaganda Fide.
11 czerwca 2021 papież Franciszek mianował go ordynariuszem diecezji Albano. Sakry udzielił mu 8 września 2021 kardynał Marcello Semeraro.